# Liste des gouverneurs de Guyenne
Cet article présente une liste des gouverneurs de Guyenne de 1224 jusqu'à la fin du XVIIIe siècle, soit au nom du royaume d'Angleterre, soit en celui du royaume de France. Jusqu'à la bataille de Castillon en 1453, le gouvernement de la Guyenne a été disputé entre les deux royaumes qui y entretiennent des représentants, simultanément ou successivement.
Charles VI est le premier roi qui a donné en titre le gouvernement des provinces. Les gouverneurs s'attribuant progressivement la qualité de lieutenant-général, François Ier l'a défendu par l'édit du 6 mai 1545. Il y a alors neuf gouvernements  de provinces, en Normandie, en Guyenne, en Languedoc, en Provence, en Dauphiné, en Bourgogne, en Champagne et Brie, en Picardie, en Île-de-France.

## Liste des gouverneurs de Guyenne
| Début            | Nom                                                                           |
| ---------------- | ----------------------------------------------------------------------------- |
| 1224             | Richard, comte de Cornouailles.                                               |
| 1257             | Simon V de Montfort, comte de Licester                                        |
| 1294             | Edmond de Lancastre, comte de Lancastre.                                      |
| 1295             | Roger-Bernard III de Foix, comte de Foix.                                     |
| 1296             | Robert II d'Artois.                                                           |
| 1297             | Edmond de Lancastre, comte de Lancastre.                                      |
| 1324             | Charles de Valois.                                                            |
| 1326             | Alphonse d'Espagne, seigneur de Lunel.                                        |
| 1329             | Edmond, comte de Kent.                                                        |
| 1330             | Charles de Valois.                                                            |
| 1338             | Gaston de Foix.                                                               |
| 1339             | Jean de Luxembourg.                                                           |
| 1343             | Henry de Grosmont, comte de Derby.                                            |
| 1345             | Pierre Ier de Bourbon.                                                        |
| 1355             | Jacques de Bourbon, comte de La Marche.                                       |
| 1361             | Jean de Gand, duc de Lancastre.                                               |
| 1370             | Louis, duc d'Anjou.                                                           |
| 1371             | Archambaud de Grailly, captal de Buch.                                        |
| 1372             | comte de Pembroke.                                                            |
| 1383             | Jean, duc de Berry.                                                           |
| 1401             | Le duc de Bourbon.                                                            |
| 1412             | Thomas, duc de Clarence.                                                      |
| 1413             | Thomas Beaufort, comte de Dorset.                                             |
| 1417             | Jean Beaufort, comte de Somerset.                                             |
| 1418             | Louis II de Chalon-Arlay, prince d'Orange.                                    |
| 1419             | Jean de Lancastre, duc de Bedford.                                            |
| 1422             | Charles, duc de Bedford.                                                      |
| 1434             | Le comte de Foix et de Bigorre.                                               |
| 1440             | Charles, duc d'Anjou.                                                         |
| 1443             | Louis, dauphin de France.                                                     |
| 1450             | Jean de Bretagne, comte de Penthièvre.                                        |
| 30 juin 1451     | Jean de Dunois, comte de Dunois et de Longueville.                            |
| 1452             | Jean II de Bourbon.                                                           |
| 1461             | Jean de Lescun, bâtard d'Armagnac.                                            |
| 1466             | Philippe de Savoie, comte de Baugé.                                           |
| 1467             | Jean de Foix, vicomte de Narbonne.                                            |
| 1469             | Charles de France, duc de Guyenne.                                            |
| 1472             | Pierre de Bourbon, sire de Beaujeu.                                           |
| 1482             | Odet d'Aydie, comte de Comminges.                                             |
| 1492             | Charles d'Orléans, comte d'Angoulême.                                         |
| 1493             | Gaston de Foix, captal de Buch.                                               |
| 1496             | Mathieu de Bourbon, seigneur de Bouthéon.                                     |
| 1505             | François d'Orléans, duc de Longueville.                                       |
| 7 janvier 1514   | Odet de Foix, vicomte de Lautrec.                                             |
| 29 août 1528     | Henri d'Albret, roi de Navarre.                                               |
| 6 juin 1555      | Antoine de Bourbon, roi de Navarre.                                           |
| 26 décembre 1562 | Henri de Bourbon, roi de Navarre.                                             |
| 1584             | Jacques II de Goyon de Matignon                                               |
| 25 décembre 1596 | Henri de Bourbon, prince de Condé.                                            |
| 1611             | Antoine de Roquelaure                                                         |
| 28 juillet 1618  | Henri de Lorraine, duc de Mayenne.                                            |
| 22 août 1622     | Jean-Louis de Nogaret de la Valette, duc d'Épernon.                           |
| 1634             | Bernard de Nogaret de La Valette d'Épernon.                                   |
| 16 octobre 1636  | Henri de Bourbon, prince de Condé.                                            |
| 16 juillet 1643  | Bernard de Nogaret de La Valette d'Épernon.                                   |
| 16 mai 1651      | Louis de Bourbon, prince de Condé.                                            |
| 1655             | Armand de Bourbon, prince de Conti.                                           |
| 1660             | Bernard de Nogaret de La Valette d'Épernon.                                   |
| 31 mai 1671      | César-Phœbus d'Albret, comte de Miossens.                                     |
| 1676             | Antoine-Gaston de Roquelaure, duc de Roquelaure.                              |
| 1689             | Louis-Alexandre de Bourbon, comte de Toulouse.                                |
| 1695             | Charles d'Albert d'Ailly, duc de Chaulnes.                                    |
| 1698             | Charles-Honoré d'Albert de Luynes, duc de Chevreuse.                          |
| décembre 1712    | Louis-Charles de Bourbon, comte d'Eu.                                         |
| 1720             | Jean-Baptiste de Durfort, duc de Duras                                        |
| 4 juin 1758      | Louis-François-Armand de Vignerot du Plessis, duc de Richelieu (mort en 1788) |